# Moulin de Mostert
Le moulin de Mostert (en afrikaans : Mostert se Meul) est un moulin à vent historique situé à Mowbray, un faubourg de la ville du Cap en Afrique du Sud. 
Construit en 1796, il s'agit du plus ancien et du seul moulin à vent complet d'Afrique du Sud. Détruit partiellement dans un incendie en 2021, il fait l'objet de travaux de restauration à l'identique en 2022-2023.

## Histoire

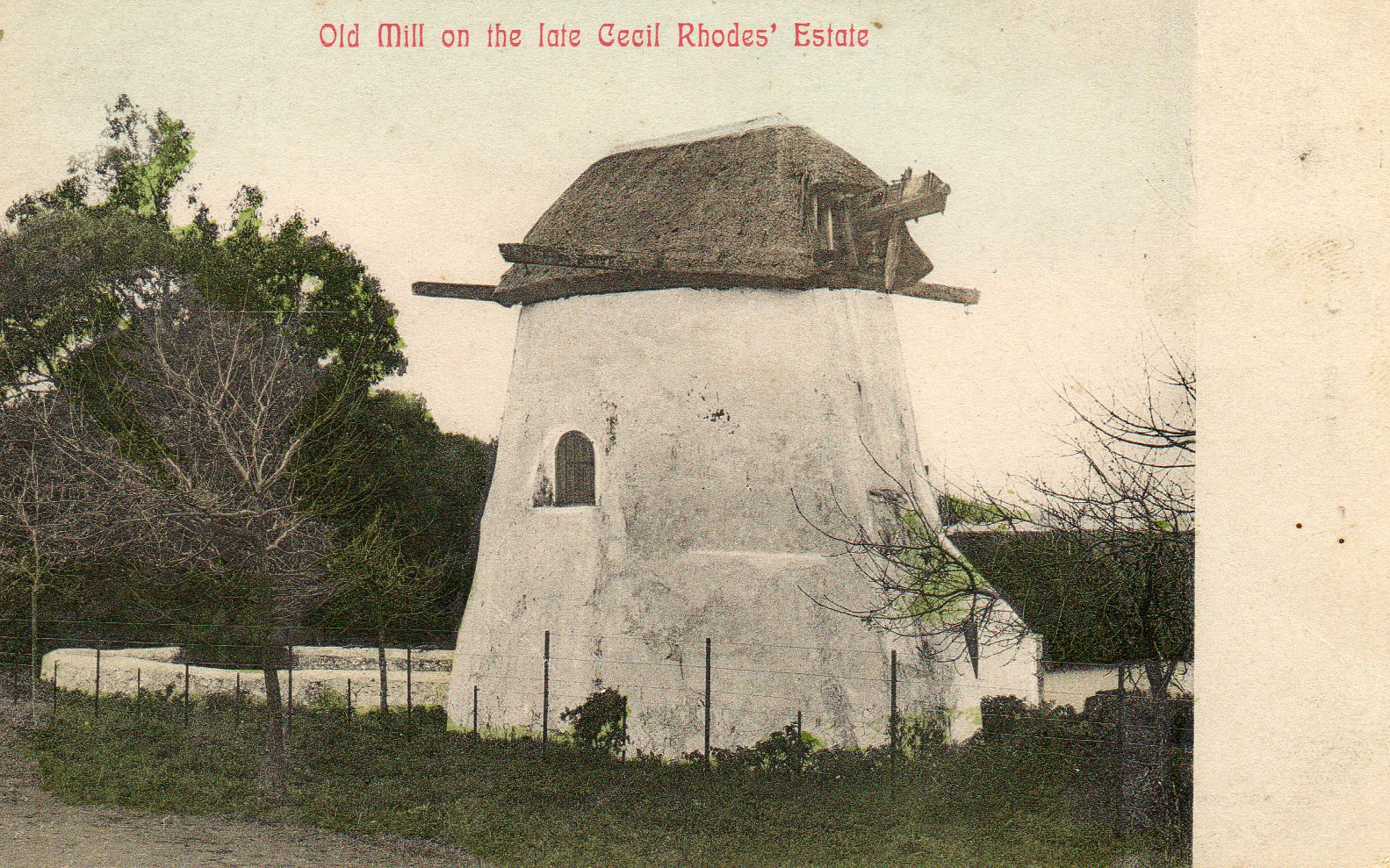
Le moulin dans les années 1900

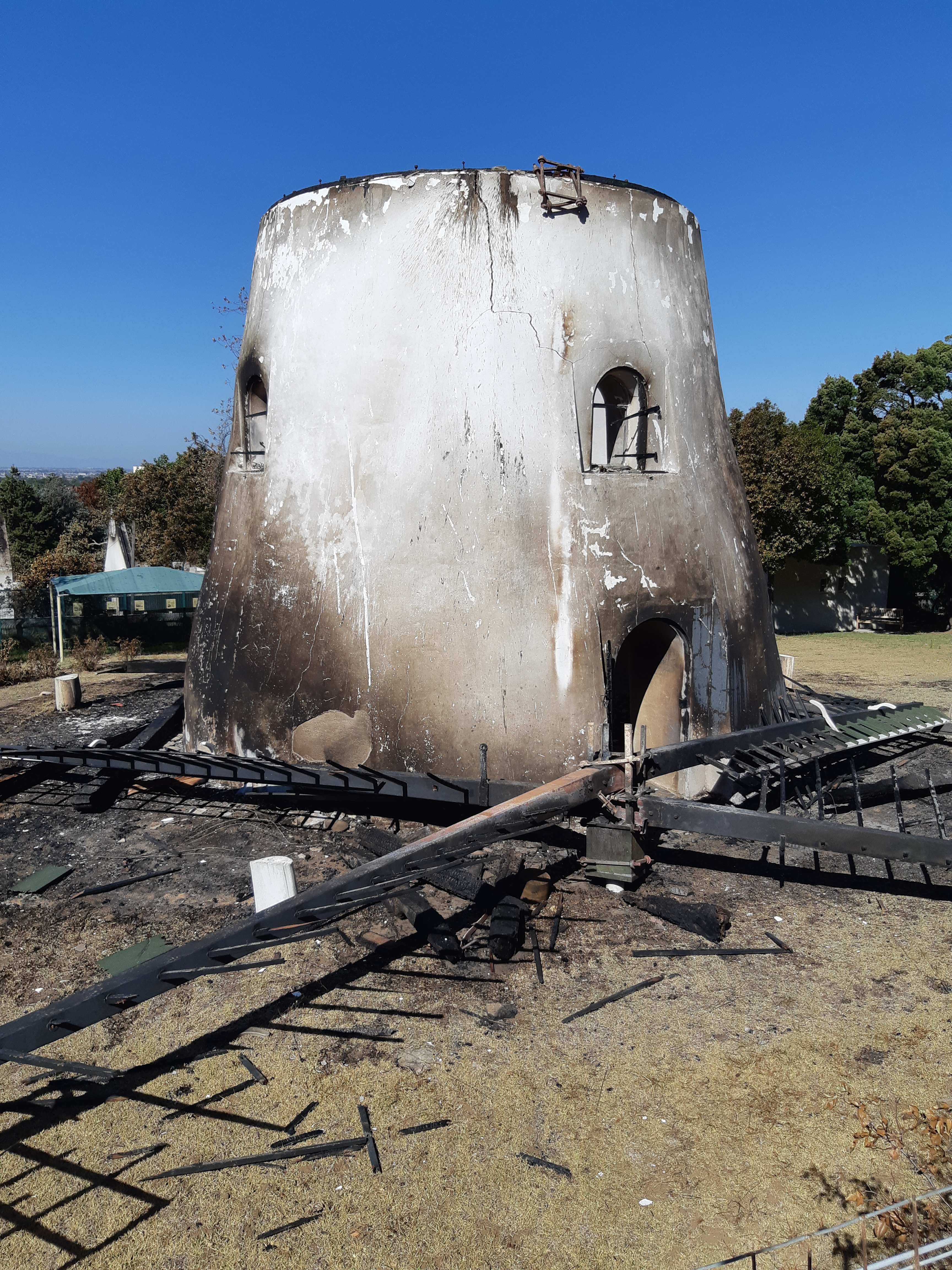
Le moulin peu après l'incendie en avril 2021.

Le moulin est construit vers 1796 sur la ferme Welgelegen, propriété de Gysbert van Renen. Il est nommé d'après son gendre, Sybrand Mostert, après la mort de Van Renen. Le moulin est construit alors que la colonie du Cap est occupée par les troupes britanniques à la suite de leur victoire sur les Néerlandais à la bataille de Muizenberg (1795). 
Le moulin de Mostert est alors l'un des tout premiers moulins privés de la colonie du Cap, la construction et l'exploitation de moulins ayant été jusque là, la prérogative de la Compagnie néerlandaise des Indes orientales. Le moulin cesse de fonctionner en 1873 et reste à l'abandon de nombreuses années. La ferme de Welgelegen, comprenant le moulin, est vendu par la famille Mostert en 1889 puis achetée en 1891 par Cecil Rhodes qui rachetait alors plusieurs fermes pour constituer son domaine de Groote Schuur. À sa mort en 1902, le domaine, y compris Welgelegen et le moulin, est légué à la nation sud-africaine. 
Le moulin continue durant toute cette période à se détériorer. En 1935, le département sud-africain des travaux publics décide de faire restaurer le moulin. La restauration des machines du moulin est confiée à un entrepreneur en mécanique néerlandais, Christiaan Bremer.
Le moulin restauré est ouvert le 1er février 1936 par le docteur Lorentz, ministre plénipotentiaire et envoyé extraordinaire aux Pays-Bas. La cérémonie est suivie par le Premier ministre, James B. Hertzog, et de la farine est moulue pour les invités. Si le moulin est remis brièvement en fonction, il est de nouveau inutilisé à partir de la Seconde Guerre mondiale. En 1986, l'arbre à vent se casse. En 1993, une société (les Amis du moulin de Mostert) est créée pour mener la restauration avec le concours du département des travaux publics et la même société de mécanique qui avait effectué les travaux en 1935. Le moulin, restauré, est finalement remis en fonction en 1995.
Le 18 avril 2021, le site est fortement endommagé durant un incendie qui a commencé sur la montagne de la Table et détruit plusieurs bâtiments,. La toiture et les ailes du moulin sont notamment détruites.
La mobilisation d'une association permet durant deux ans de procéder à la restauration du moulin qui était presque aboutie en 2023. 